# Muscle droit de l'abdomen
«  Rectus abdominis » redirige ici. Pour les autres significations, voir Rectus.

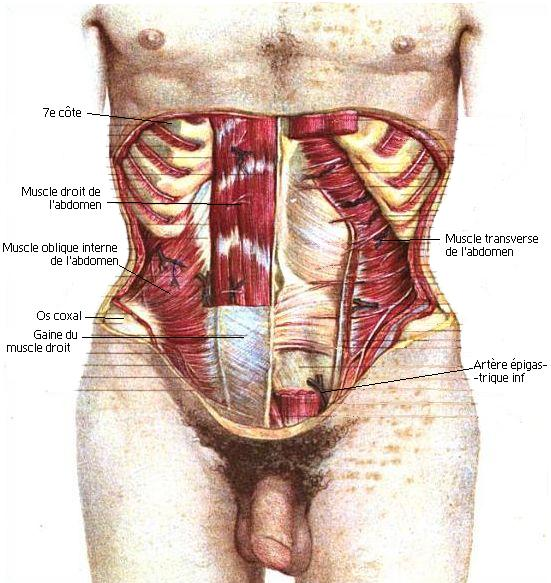
Muscle droit de l'abdomen.

Le muscle droit de l'abdomen, (ou anciennement appelé muscle grand droit de l'abdomen) est un muscle pair antérieur de la paroi abdominale. C'est l'un des muscles abdominaux les plus visibles appelés dans le langage courant les abdominaux ou tablettes de chocolat lorsqu'ils sont très développés.

## Description
Le muscle droit de l'abdomen est un muscle droit, plat, épais et  polygastrique (avec plusieurs ventres musculaires), Il est plus large en haut qu'en bas situé du bas du thorax au pubis. 

## Origine
Le muscle droit de l'abdomen nait de la face externe des cartilages costaux des cinquième, sixième et septième côtes, du processus xiphoïde et du ligament costo-xiphoïdien.

## Trajet
Le muscle droit de l'abdomen descend latéralement le long de la ligne blanche.
Son bord latéral suit la ligne semi-lunaire.
Il est divisé en plusieurs segments par des deux à cinq intersections tendineuses transversales, origine de l'effet "tablette de chocolat"
Il est recouvert par une aponévrose constituant la gaine du muscle droit de l'abdomen.

## Insertion
Le muscle droit de l'abdomen se termine par un tendon sur le bord supérieur du pubis.

## Innervation
Il est innervé par les nerfs spinaux intercostaux (T6 à T11), le nerf subcostal (T12), le nerf ilio-hypogastrique et le nerf ilio-inguinal (L1)

## Action
Le muscle droit de l'abdomen est le principal muscle abdominal. Il aide à l'expiration mais est surtout important pour la protection des viscères et leur bon fonctionnement. C’est un muscle important dans la flexion du tronc, via un point fixe sur le bassin et inversement dans l'antéflexion du bassin lorsque la personne est couchée.

## Galerie

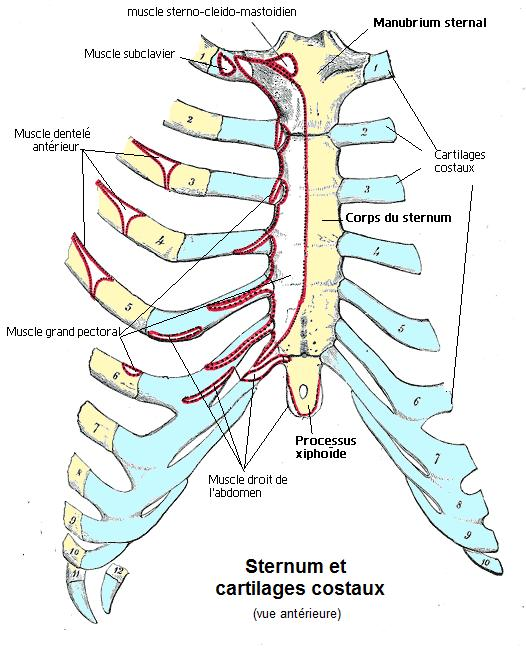
Sternum et cartilages costaux.
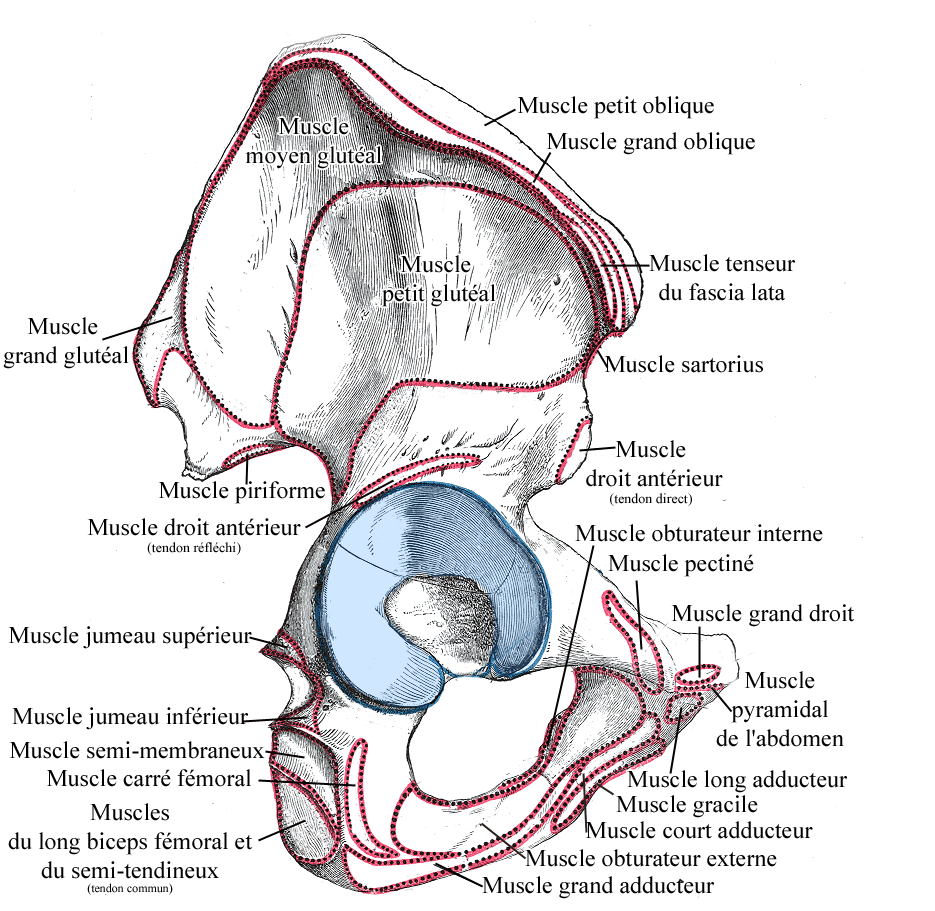
Os coxal insertions musculaires.
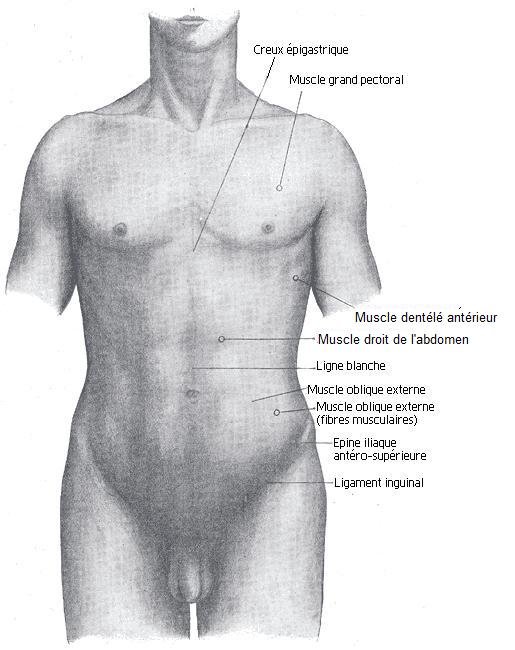
Repères anatomiques simples partie antérieure du corps humain.
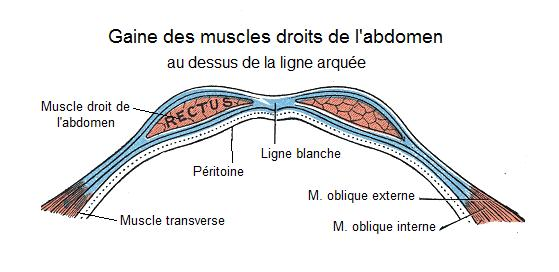
Gaine des muscles droits de l'abdomen.
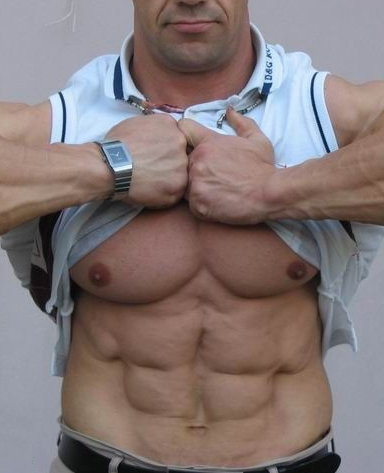
Exemple d'hypertrophie du muscle droit de l'abdomen.
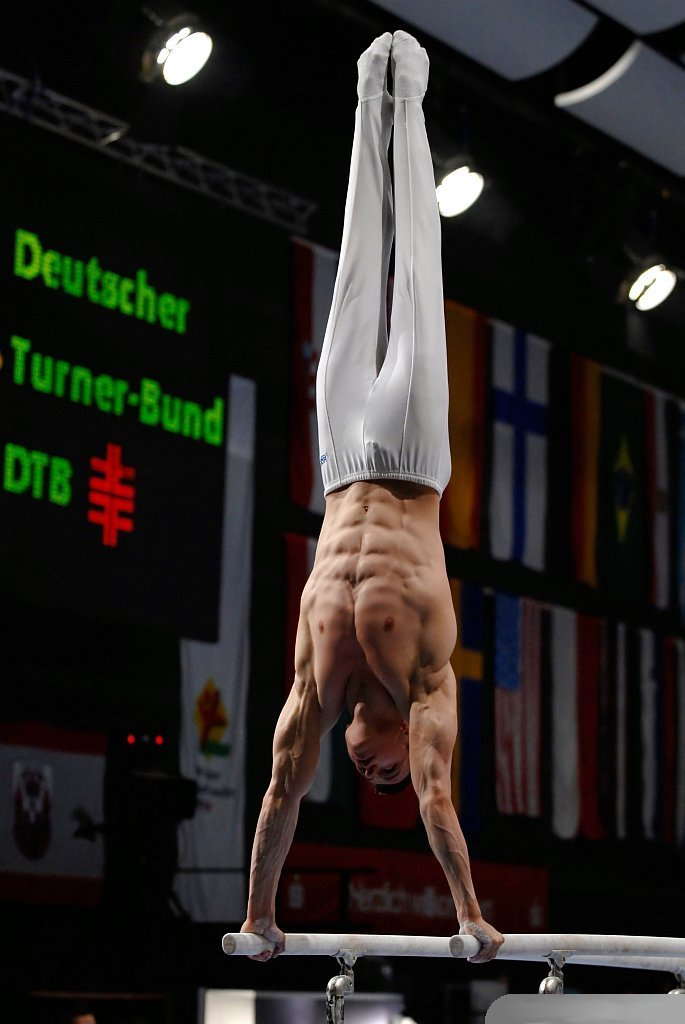
Abdomen contracté au cours d'un appui tendu renversé d'un gymnaste.
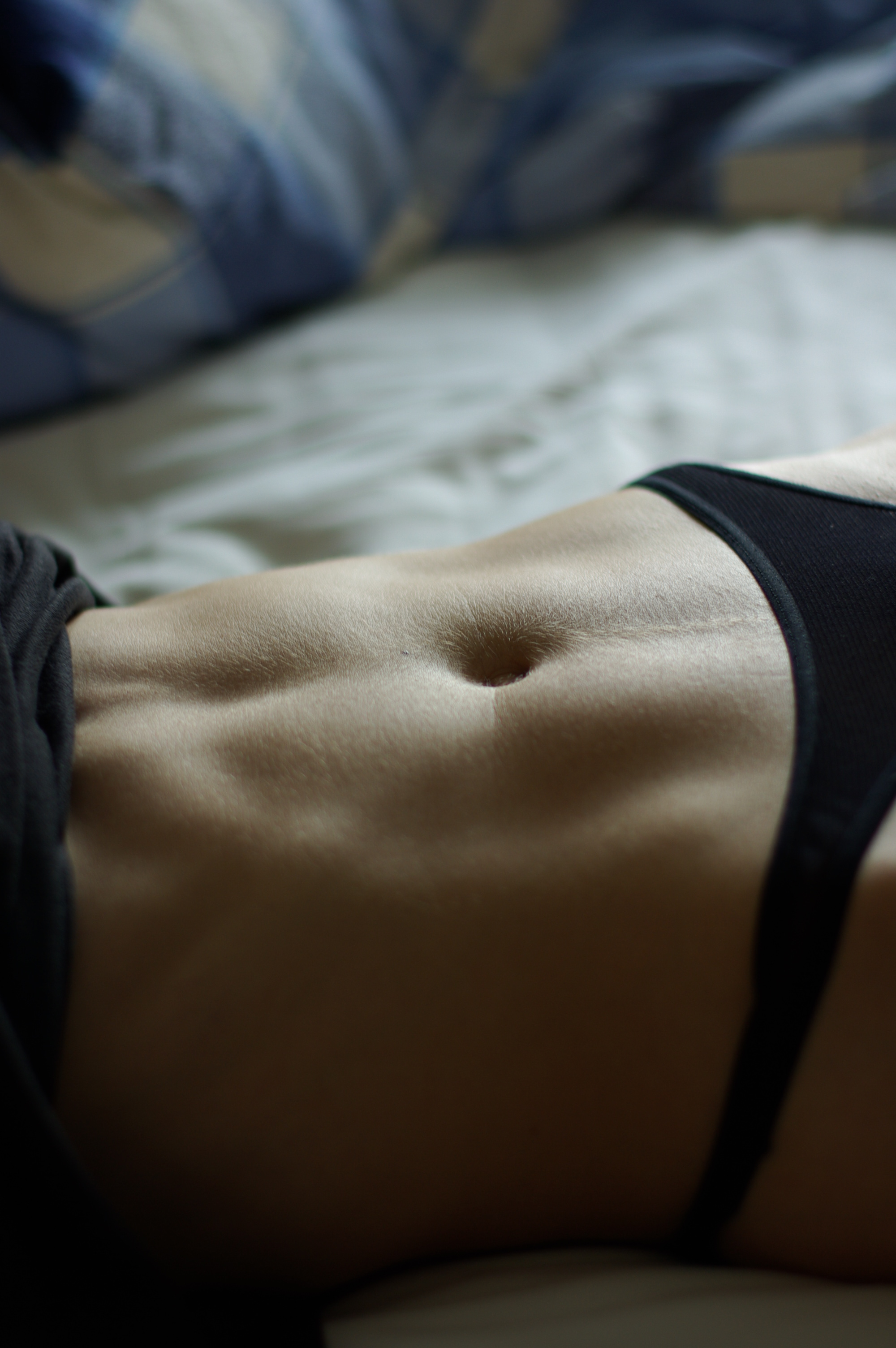
Muscle droit de l'abdomen en position allongée.